# Claus J. Frankl
Claus J. Frankl (* 1962 in Bayreuth) ist ein in Berlin und Bayreuth lebender Schauspieler, Regisseur, Sänger und Autor.

## Werdegang
Erste Berührung mit dem Musiktheater hatte Frankl als Elfjähriger im Bayreuther Festspielhaus, wo er 1973 als Kinderstatist in der Oper Das Rheingold von Richard Wagner auf der Bühne mitwirkte. Nach eigener Aussage blieb das Werk Richard Wagners bis heute „Dreh- und Angelpunkt“ des Theatermenschen Claus J. Frankl.
Von 1980 bis 1983 studierte Frankl an der Folkwanghochschule für Musik, Theater, Tanz und Sprechen in Essen, wo er ein Diplomstudium für Musiktheaterregie absolvierte. Dabei wurde sein Talent von Günther Roth entdeckt.
Im Gesang (Tenor-Buffo) wurde Frankl von Manfred Capell am Meistersinger Konservatorium Nürnberg (Hochschule für Musik) ausgebildet. Heute (2018) wird er als „Theatermann ohne Schublade“ bezeichnet.

## Inszenierungen
Frankl schuf und betreute als Regisseur zahlreiche Neuinszenierungen. Dazu gehören so verschiedene Musiktheater-Genres wie die Opern Iphigenie auf Tauris von Christoph Willibald Gluck, Fidelio von Ludwig van Beethoven oder Die lustigen Weiber von Windsor von Otto Nicolai, Operetten wie Wiener Blut von Johann Strauß oder die Uraufführung von Jupiters letztes Abenteuer. Rosendorfers Rom-Revue. Sein Barockoper-Inszenierungsdebüt hatte Frankl, ehemaliger Schüler des Musischen Gymnasiums Bayreuth, bei der Aufführung der Händeloper Acis und Galathea dieser Schule im Markgräflichen Opernhaus Bayreuth.
Frankl ist Autor der deutschsprachigen Bühnenfassung von Umberto Ecos Mittelalter-Roman Der Name der Rose. Die Uraufführung fand 2000 bei den Luisenburg-Festspielen statt und erfuhr bisher mehr als 60 eigene Produktionen bei Festspielen und an deutschsprachigen Theatern bis nach Wien, Brünn und Südtirol (Italien), unter anderen bei den Bad Hersfelder Festspielen (Wiederaufnahme 2014), den Calderon-Festspielen Bamberg, den Heidelberger Schlossfestspielen, am Nationaltheater Weimar,  Ateliertheater Wien, Berliner Kriminal Theater.
2018 inszenierte Frankl beim Festival junger Künstler Bayreuth erstmals sein „musikalisches Psychogramm“ Friedelind: Eine Wagner!

## Stationen als Schauspieler
Frankl wirkte bisher weit über 1000 mal als Schauspieler und Sänger auf der Bühne, unter anderem bei den Bad Hersfelder Festspielen und Eutiner Festspielen (2014 als „Rabbi“ im Musical Anatevka), am Landestheater Coburg, Landestheater Detmold, Berliner Metropoltheater, Pfalztheater Kaiserslautern und an vielen anderen Bühnen.

### Kleinkunst
Als Autor, Akteur und Sänger in einer Person tritt Frankl bei sogenannten „Kleinkunst“-Vorträgen auf, beispielsweise bei der Musikalischen Berlin-Nostalgie:
- Sehn Se, det is Berlin! (auch: Das Küssen macht so gut wie kein Geräusch)

oder bei dem Heinz-Erhardt-Rezitationsabend:
- Was bin ich wieder für ein Schelm.

## Autor
- Der Name der Rose, Schauspiel nach Umberto Eco (Uraufführung 2000)
- Der Prinz und der Bettler, Musical (2016) nach Mark Twain, Musik Thomas Erich Killinger
- Friedelind: Eine Wagner! Ein musikalisches Psychogramm.[11]

## DVDs
- Wahnfried? Wahnsinn! Richard Wagner in Parodien und Anekdoten von Claus J. Frankl. Mit Nicola Becht, Sopran und Helene Frucht, Klavier.
- Sehn Se, det is Berlin! Musikalische Berlin-Nostalgie (auch als:) Das Küssen macht so gut wie kein Geräusch, von Claus J. Frankl. Mit Helene Frucht am Klavier.